# 저강도 진동 초음파
저강도 진동 초음파(Low intensity pulsed ultrasound 또는 LIPUS)는 초음파로 영구치를 다시 자라게 만드는 치과 기술이다.

## 효과
- 영구치 재생
- 치과 교정으로 생기 치근흡수를 치료[1]
- 반안면왜소증 (hemifacial microsomia) 어린이의 아래턱뼈를 고침[2]
- 연골이나 추간판 등 연조직 치료를 촉진[3]